# هری اشبی (بازیکن فوتبال)
هری اشبی (انگلیسی: Harry Ashby؛ 1875 – 1926 (aged ۵۰–۵۱)) بازیکن فوتبال اهل پادشاهی متحد بریتانیای کبیر و ایرلند بود.
از باشگاه‌هایی که در آن بازی کرده‌است می‌توان به باشگاه فوتبال پلیموث آرگیل و باشگاه فوتبال لستر سیتی اشاره کرد.